# ناحیه گریش، میشیگان
ناحیه گریش (به انگلیسی: Gerrish Township) یک منطقهٔ مسکونی در ایالات متحده آمریکا است که در شهرستان راسکومون، میشیگان واقع شده‌است.
 ناحیه گریش  ۲٬۹۹۳ نفر جمعیت دارد و ۳۵۳ متر بالاتر از سطح دریا واقع شده‌است.